# 덩굴장미

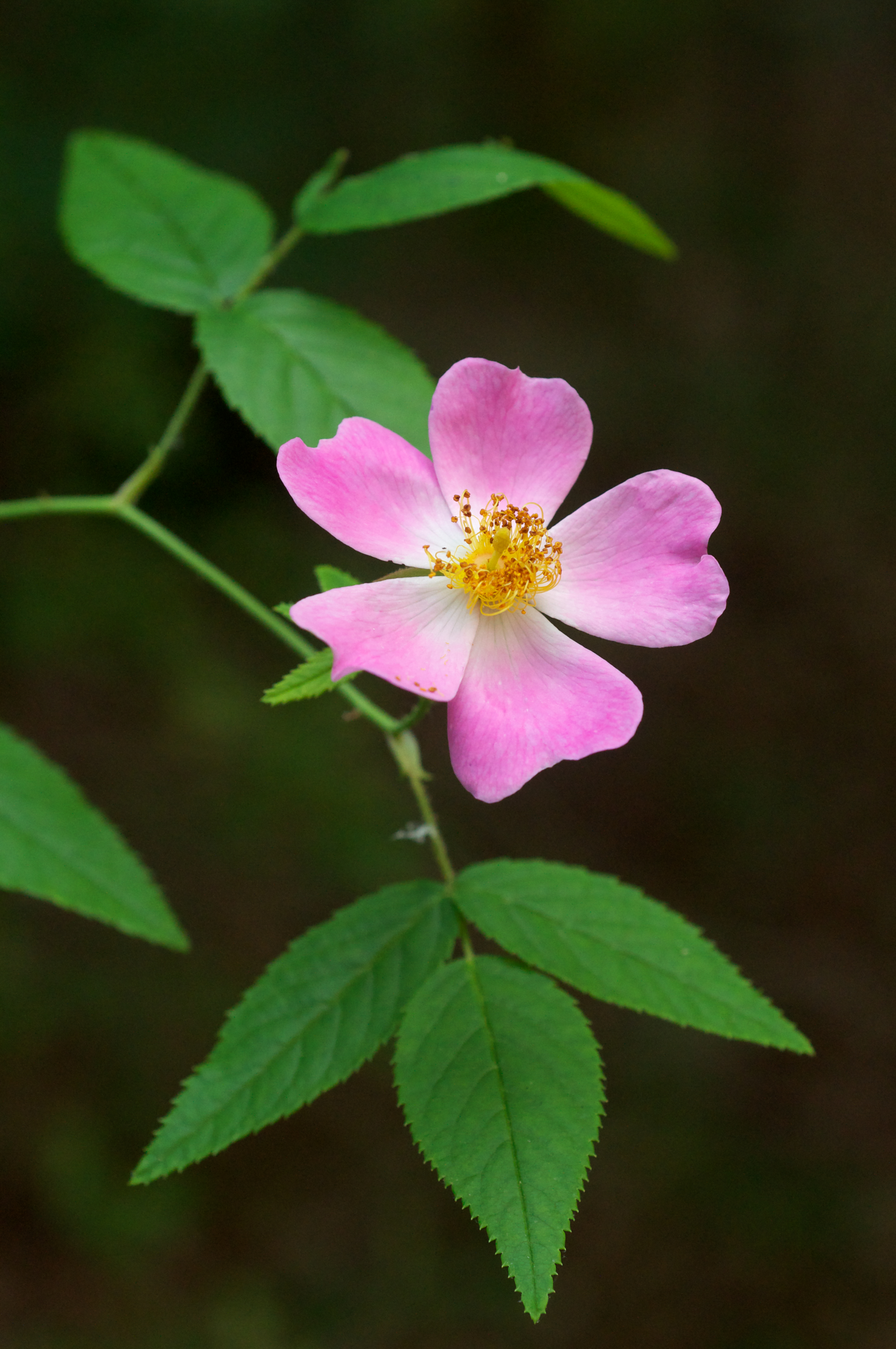

덩굴장미 또는 클라이밍 로즈(climbing rose, 약칭 Cl)는 장미과에 속하는 식물이다. 대륜종·중륜종·소륜종이 있으며, 한 계절에만 개화하는 것과 사계절에 걸쳐 개화하는 것이 있다. 덩굴장미 가운데 돌가시나무를 개량한 품종은 튼튼하고 신장력이 세다. 20세기 초에 미국·프랑스에서 개량한 품종인 램블러로즈(Rambler Rose)는 가지가 잘 늘어지고 소륜종·중륜종의 것이 많다. 찔레꽃을 개량한 덩굴장미는 다화성(多花性)이고 신장력도 정상이나 잎에 윤기가 없다. 덩굴장미 가운데에는 나무장미로부터 돌연변이를 이용해서 만든 것이 많다.